# Chrysaeglia magnifica
Chrysaeglia magnifica är en fjärilsart som beskrevs av Walker 1862. Chrysaeglia magnifica ingår i släktet Chrysaeglia och familjen björnspinnare. Inga underarter finns listade i Catalogue of Life.

## Bildgalleri

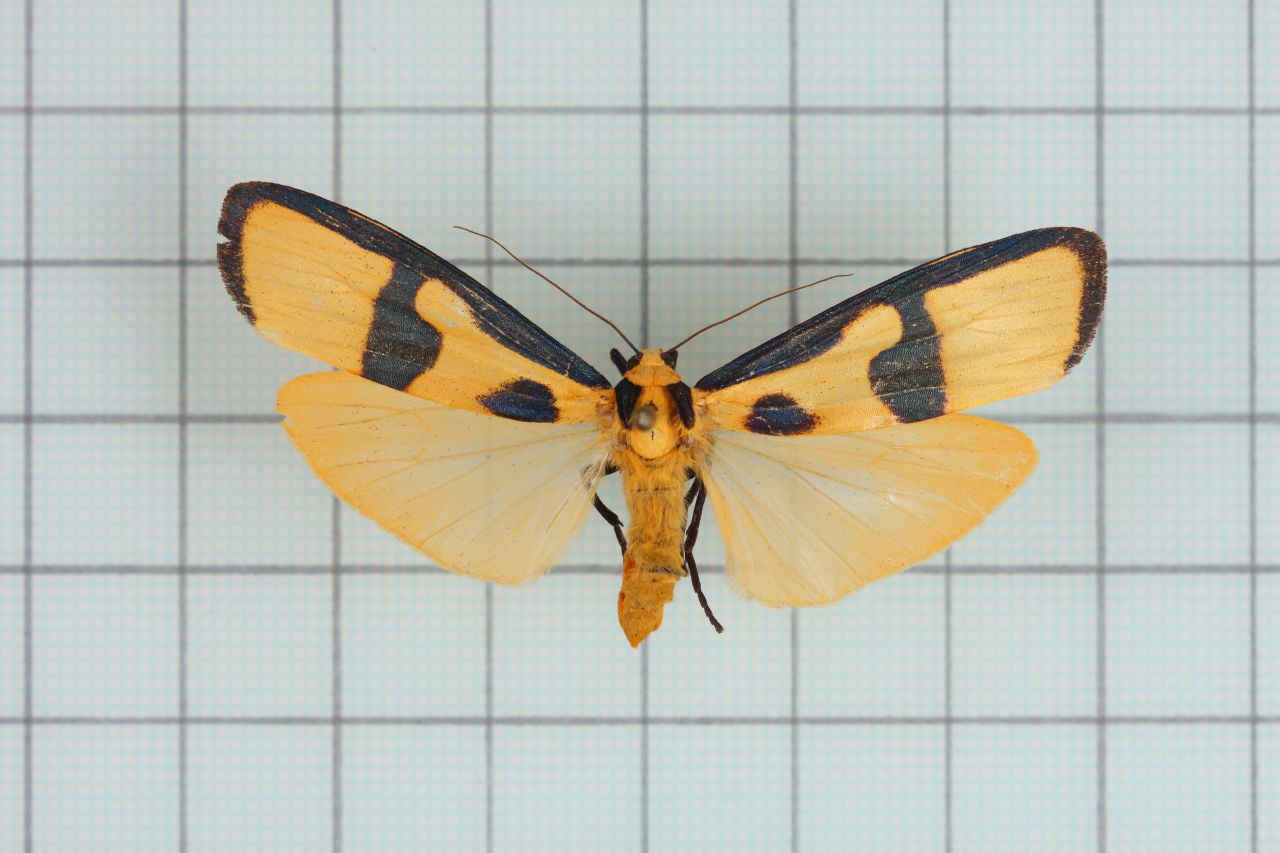
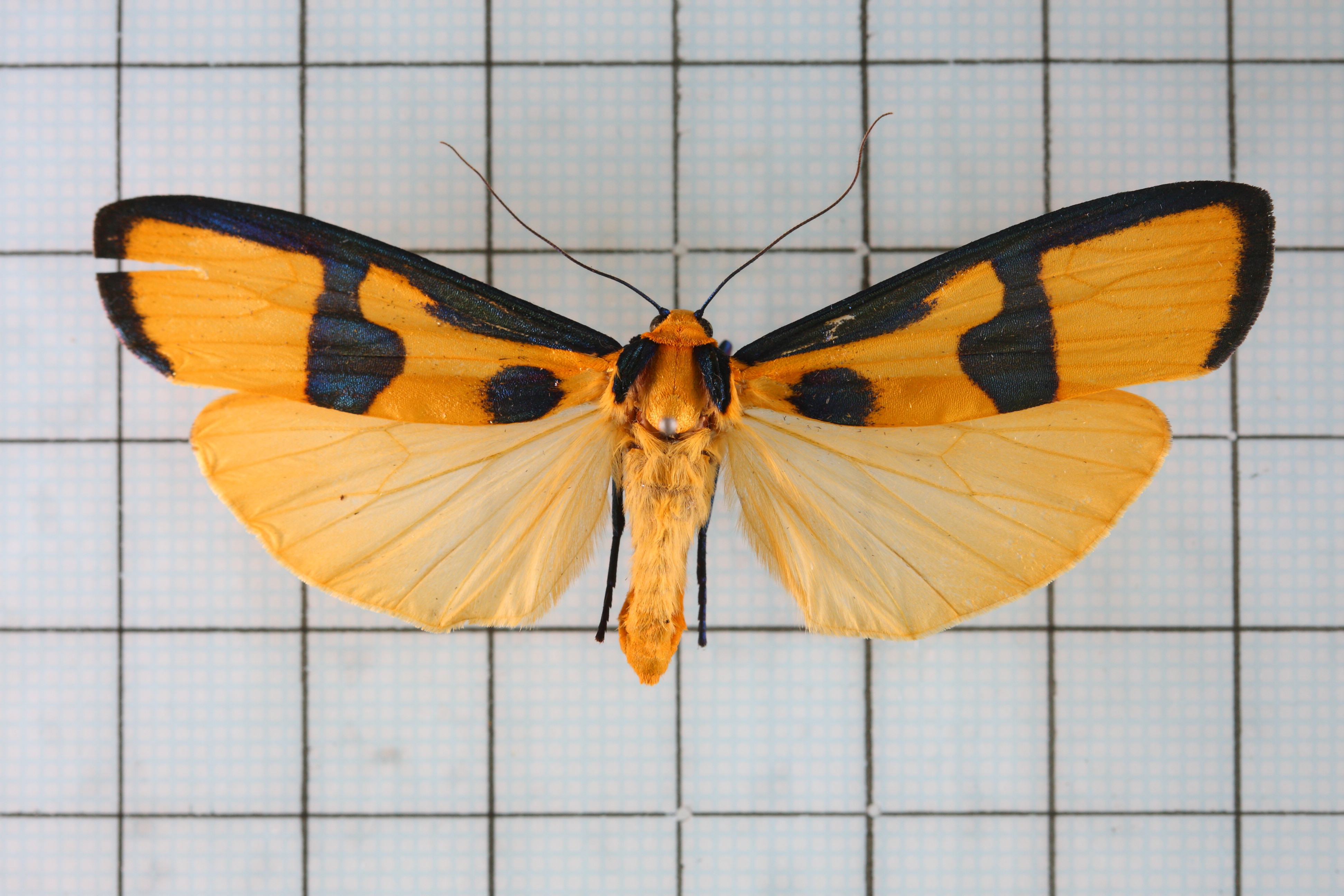
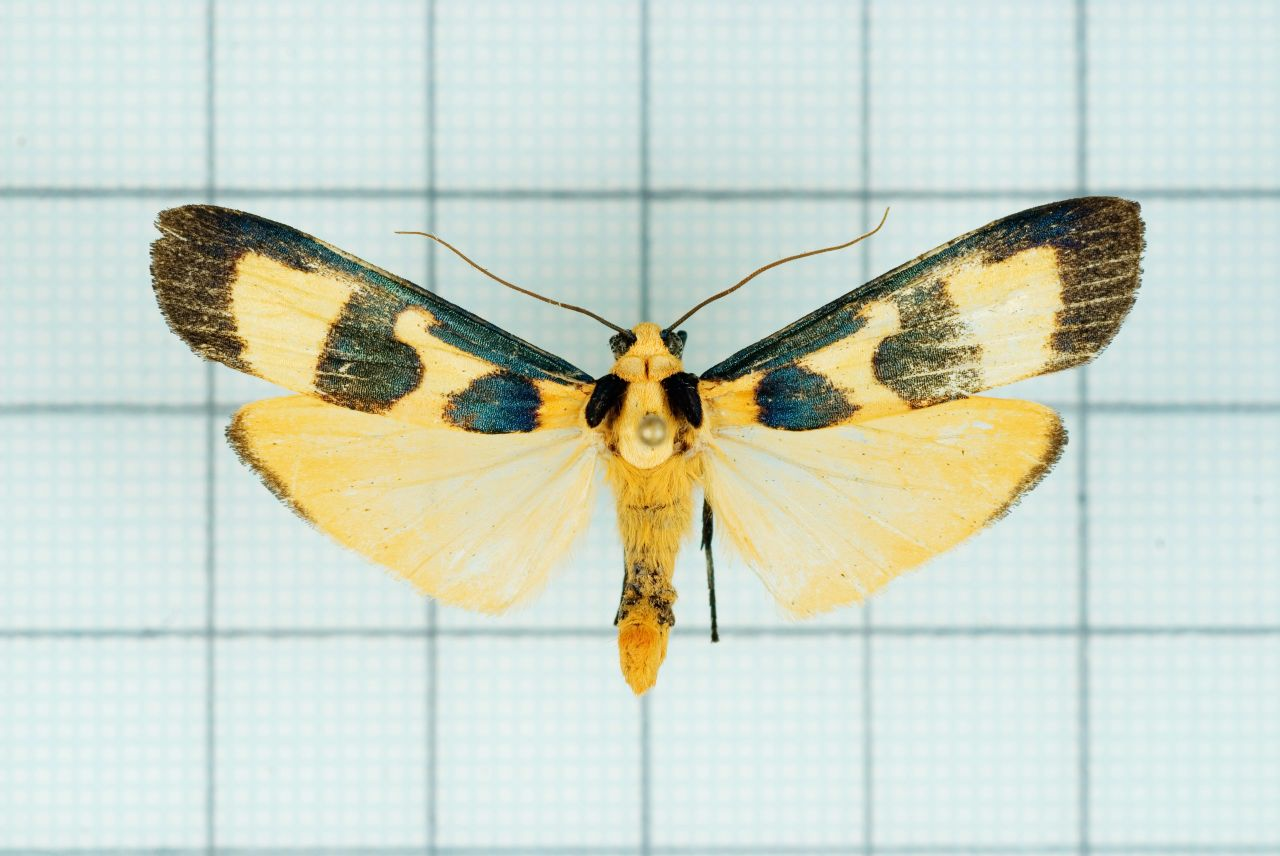